# 萨尔特河畔圣日耳曼
萨尔特河畔圣日耳曼（法語：Saint-Germain-sur-Sarthe，法語發音：[sɛ̃ ʒɛʁmɛ̃ syʁ saʁt]）是法国萨尔特省的一个旧市镇，位于该省北部，属于马梅尔斯区。2019年1月1日，萨尔特河畔圣日耳曼与市镇萨尔特河畔弗雷奈和库隆比耶合并为新的萨尔特河畔弗雷奈。

## 地理
萨尔特河畔圣日耳曼（48°17'10"N, 0°5'49"E）面积14.76 平方千米，位于法国卢瓦尔河地区大区萨尔特省，该省份为法国西北部内陆省份，北起顺时针与奥恩省、厄尔-卢瓦省、卢瓦-谢尔省、安德尔-卢瓦尔省、曼恩-卢瓦尔省和马耶讷省接壤，是法国大西部的入口，连接卢瓦尔河谷、布列塔尼和巴黎盆地。
与萨尔特河畔圣日耳曼接壤的市镇（或旧市镇、城区）包括：菲耶、库隆比耶、萨尔特河畔穆瓦特龙、皮亚塞、圣欧班德洛克奈、圣旺德曼布雷。
萨尔特河畔圣日耳曼的时区为UTC+01:00、UTC+02:00（夏令时）。

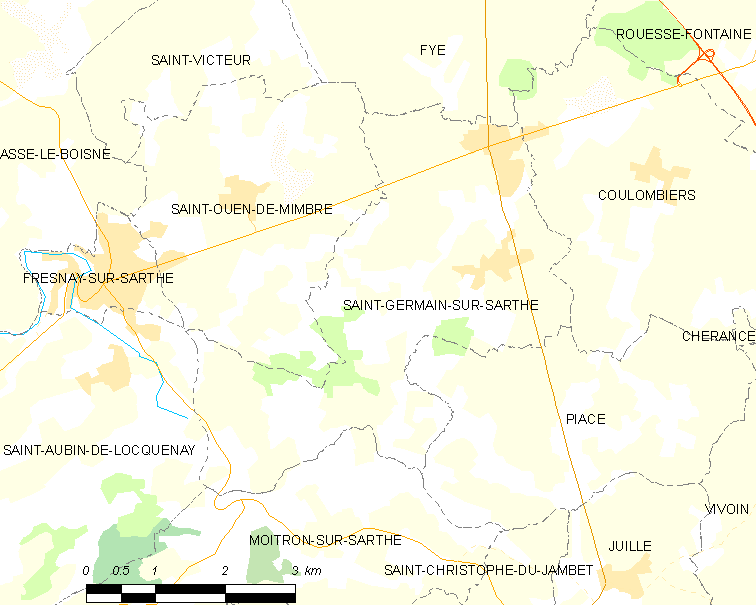
萨尔特河畔圣日耳曼的OSM定位图

## 行政
萨尔特河畔圣日耳曼的邮政编码为72130，INSEE市镇编码为72284。

## 政治
萨尔特河畔圣日耳曼所属的省级选区为锡耶勒纪尧姆县。

## 人口

1962-2008年间萨尔特河畔圣日耳曼人口变化图示

萨尔特河畔圣日耳曼于2018年1月1日时的人口数量为539人。